# Оксид алюмінію
Окси́д алюмі́нію (англ. aluminium oxide, нім. Aluminiumoxid) — неорганічна сполука алюмінію з киснем складу Al2O3. Являє собою білі кристали, хімічно дуже стійкі, температура плавлення 2050 °C. У воді оксид алюмінію не розчиняється і не взаємодіє з нею. Проявляє амфотерні властивості.
Зустрічається у природі у вигляді мінералів корунду, рубіну, сапфіру. Сполуку застосовують для одержання алюмінію, виготовлення вогнетривів, абразивів, каталізаторів, сорбентів тощо.
Окрім оксиду Al2O3 існують також оксиди Al2O та AlO.

## Поширення у природі

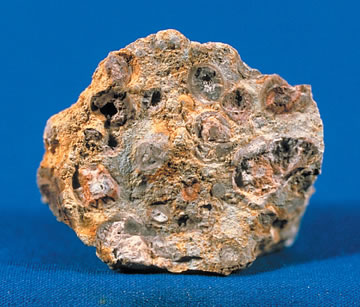
Боксит

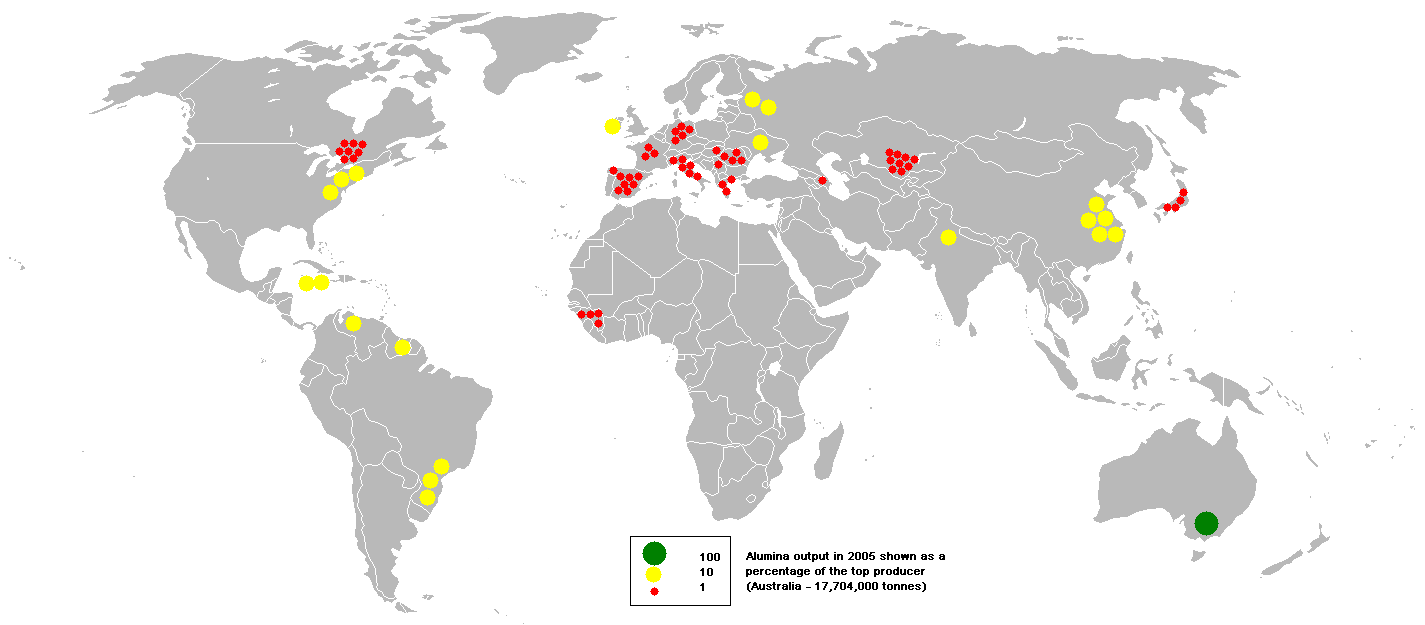
Виробництво глинозему у світі у відсотках для кожної окремо взятої країни в 2005 році порівняно з лідером Австралією (100% = 17 704 000 тонн).

Алюміній має високу хімічну активність і тому в природі зустрічається тільки у зв'язаному стані, у формі різних мінералів і гірських порід. Близько 250 різних мінералів містять алюміній. Проте основною сировиною для виробництва глинозему є боксит (приблизно 95 % світового виробництва глинозему). Пояснюється це головним чином тим, що вміст оксиду алюмінію в промислових сортах бокситу вищий, а кремнезему нижчий, ніж в інших алюмінієвих рудах, а також нефелінів та алунітів. Запаси сировинних матеріалів у світі в цілому обмежені, а в Україні взагалі немає промислових запасів цих мінералів.
Багато видів небокситової сировини вигідно відрізняються від бокситу тим, що містять у своєму складі, крім оксиду алюмінію, й інші корисні елементи, як, наприклад, натрій і калій у нефеліні, лужні метали і сірку в алуніті й ін. Тому промислова переробка цих руд на глинозем, незважаючи навіть на знижений вміст у них оксиду алюмінію, цілком доцільна і вигідна, якщо переробку вести комплексно, тобто з використанням не тільки оксиду алюмінію, але й інших складових цих руд. Таким, наприклад, є виробництво глинозему з глинистої сировини, при якому поряд із глиноземом можна одержувати соду, поташ і цемент. Особливо це актуально для Донецької області, де багато родовищ глини, у тому числі з високим вмістом Al2O3. Наприклад часів'ярська особлива глина містить до 35 % Al2O3

## Хімічні властивості
Оксид алюміню є малоактивною сполукою: не взаємодіє з водою, розведеними кислотами та лугами. Проте реагує з гарячими концентрованими кислотами й лугами, а також під час спікання, чим проявляє амфотерні властивості:
{\displaystyle \mathrm {Al_{2}O_{3}+6HCl(conc.)\rightarrow \ 2AlCl_{3}+3H_{2}O} }
{\displaystyle \mathrm {Al_{2}O_{3}+2NaOH+3H_{2}O\rightarrow \ 2NaAl(OH)_{4}} }
{\displaystyle \mathrm {Al_{2}O_{3}+2NaOH\rightarrow {900-1100^{o}C}\ NaAlO_{2}+H_{2}O} }
Взаємодіє також із кислотними та осно́вними оксидами:
{\displaystyle \mathrm {Al_{2}O_{3}+3N_{2}O_{5}{\xrightarrow {35-40^{o}C}}\ 2Al(NO_{3})_{3}} }
{\displaystyle \mathrm {Al_{2}O_{3}+MgO{\xrightarrow {1600^{o}C}}\ Mg(AlO_{2})_{2}} }
Під дією коксу алюміній відновлюється з оксиду і переходить у солі:
{\displaystyle \mathrm {2Al_{2}O_{3}+9C{\xrightarrow {1800^{o}C}}\ Al_{4}C_{3}+6CO} }
{\displaystyle \mathrm {Al_{2}O_{3}+2C+3Cl_{2}{\xrightarrow {800-900^{o}C}}\ 2AlCl_{3}+3CO} }
При електролізі оксиду алюмінію у розплаві Na3[AlF6] на катоді виділяється чистий алюміній. Це промисловий спосіб його отримання:
{\displaystyle \mathrm {2Al_{2}O_{3}{\xrightarrow {electrolysis,900^{o}C}}\ 4Al+3O_{2}\uparrow } }

## Отримання

### Промислове виробництво
Відкритий у 1899 р. Байєром так званий гідрохімічний спосіб одержання оксиду алюмінію з бокситів і донині є основним у світовій алюмінієвій промисловості. Цей спосіб досить ефективний і простий, але він може застосовуватися лише при використанні високоякісних, низькокремнистих бокситів з невеликим вмістом домішок. Світові запаси таких матеріалів обмежені. Широке поширення одержав спосіб спікання — більш дорогий, але універсальніший, сировиною для якого є боксити нижчої якості, нефеліни, алуніти, глиниста сировина, каолініти, кам'яновугільний попіл, серицити й інші алюмосилікатні породи, запаси яких практично невичерпні. Тому переробка цієї сировини способом спікання на глинозем, незважаючи навіть на знижений вміст оксиду алюмінію, цілком доцільна і вигідна, тому що крім глинозему при способі спікання утворюються побічні корисні продукти. Крім класичних способів отримання глинозему — гідрохімічного та спікання, у виробництво впроваджені й інші апаратурно-технологічні схеми виробництва глинозему: 
- паралельно і послідовно комбіновані способи Байєр-спікання для переробки низькокремнистих і висококремнистих бокситів,
- спосіб спікання для переробки висококремнистих бокситів і нефелінів,
- відновно-лужний спосіб для переробки алунітів, гідролужні способи для переробки низькоякісних бокситів і нефелінів.

Для переробки українських нефелінових сієнітів на глинозем розроблено декілька ефективних технологій: спрощений спосіб спікання; гідрохімічний спосіб (вилуговування); кислотні способи.

### Одержання в лабораторії
Досліджується можливість отримати оксид алюмінію способом спікання з глинистої сировини. Як об'єкт дослідження взято глину часів'ярську особливу, яка має наступний хімічний склад: 35 % Al2O3, 4 % Na2O,K2O, 50 % SiO2, 0,5 % Fe2O3 і 1 % CaO (мас. %). В лабораторних умовах на основі глини складалися суміші для спікання з карбонатною породою (крейда). Крейда вводиться в шихту згідно з молярним співвідношенням СаО:SiO2, яке дорівнює 2,0 ± 0,03. Для отримання малорозчинного ортосилікату кальцію (2CaO-SiO2). Вихідні матеріали попередньо подрібнювались, дозувалися та ретельно змішувались. Підготовану шихту спікали при 1200 °C з витримкою впродовж 30 хвилин у муфельній електричній печі. Ця стадія направлена на зв'язування оксиду кремнію й переводу оксиду алюмінію до розчинної у воді сполуки. Цей процес характеризується наступною узагальненою хімічною реакцією:
{\displaystyle \mathrm {(Na,K)_{2}\cdot Al_{2}O_{3}\cdot 2SiO_{2}+4CaCO_{3}\rightarrow \ (Na,K)_{2}O\cdot Al_{2}O_{3}+2(2CaO\cdot SiO_{2})+4CO_{2}} }
Подрібнений спік для відділення алюмінатів лужних металів від решти спіку піддавали вилуговуванню. Вилуговування проводилося гарячим насиченим лужним розчином. Після вилуджування необхідно знекремнити розчин, тобто видалити кремнезем, який знаходиться у розчині, для підвищення якості глинозему. Знекремнення проводили у дві стадії. На першій стадії створюються умови для найповнішої кристалізації гідроалюмосилікату натрію. Друга стадія — це стадія глибокого знекремнення. Знекремнення проводилось довгим кип'ятінням розчину на електричній плитці.
{\displaystyle \mathrm {3CaO\cdot Al_{2}O_{3}\cdot mSiO_{2}\cdot (6-2m)H_{2}O+3mNa_{2}CO_{3}+2mH_{2}O\rightarrow \ 3CaCO_{3}+mNa_{2}SiO_{2}(OH)_{2}+2NaAl(OH)_{4}+2(2-m)NaOH} }
Вилучення гідрату алюмінію здійснювалось шляхом карбонізації: протягом 5 годин за температури 80 °C крізь розчин повільно пропускався вуглекислий газ. При цьому сполуки натрію й калію, що містяться в розчині, переводяться у гідрокарбонати, що викликає випадіння гідрату алюмінію в осад. Процес відбувається за трьома такими реакціями:
{\displaystyle \mathrm {2NaOH+CO_{2}\rightarrow Na_{2}CO_{3}+H_{2}O} }
{\displaystyle \mathrm {NaAl(OH)_{4}\rightarrow NaOH+Al(OH)_{3}} }
{\displaystyle \mathrm {Na_{2}CO_{3}+2Al(OH)_{3}\rightarrow Na_{2}O\cdot Al_{2}O_{3}\cdot 2CO_{2}\cdot 2H_{2}O+2NaOH} }
На заключному етапі гідрат відфільтровувався. Попередні лабораторні дослідження показали, що можна вилучити приблизно 80 % оксиду алюмінію, який міститься у глині. Необхідні подальші дослідження, які повинні бути спрямовані на оптимізацію технології, на підвищення ефективності вилучення глинозему.

## Застосування
Оксид алюмінію, або глинозем, є основним вихідним матеріалом для виробництва алюмінію. Трубки з оксиду алюмінію застосовуються в натрієвих лампах високого тиску, оскільки вони досить термо- і хімічностійкі. Крім цього, він використовується й в інших сферах народного господарства: для виробництва багатьох видів кераміки, різних сортів скла, нанесення покриттів для захисту металів від окиснення, дії агресивних середовищ і ерозійного зносу, і т. д.